# Роберто Аяла
Роберто Фабиан Аяла (на испански: Roberto Fabián Ayala) е аржентински футболист-национал, централен защитник. Олимпийски шампион от 2004 година. Един от най-добрите защитници в историята на аржентинския футбол. Дългогодишен капитан на националния отбор, четвърти по брой на участията за всички времена със 115 мача за отбора на Аржентина.
Своя прякор „Мишлето“ (на испански: El Ratón) Роберто получава „по наследство“ от нападателя Рубен Айяла, участник в световното първенство 1974 г., без дори да са роднини, само заради сходните им имена.

## Кариера
Роден е на 14 април 1973 г. в гр. Парана, Аржентина. Играе за Ферокарил Оесте (1991 – 1994), Ривър Плейт (1994 – 1995), Наполи (1995 – 1998) и Милан (1998 – 2000). Дебютира в Серия А на 27 август 1995 г. при равенството Бари – Наполи 1:1.
Аяла е първият аржентинец в състава на Милан от над 30 години и не влиза често в игра. Изиграва едва 24 мача за миланския гранд и през 2000 г. подписва 3-годишен договор с Валенсия за 6,5 милиона евро. Става основна фигура в защитната схема на треньора Ектор Купер и Валенсия допуска едва 34 гола в 38 мача в испанското първенство.
През 2001 г. играе срещу Байерн Мюнхен на финала за Шампионската лига, който Валенсия губи след изпълнение на дузпи. Шампион на испанското първенство през сезон 2001/2002. През сезон 2003/2004 отново печели първенството в Испания и същевременно става носител на купата на УЕФА. През сезон 2004/2005 рядко влиза в игра поради контузии.
Дебютира за националния отбор на 16 ноември 1994 г. срещу Чили при загубата с 0:3 в Сантяго. На Панамериканските игри 1995 г. класира отбора за финала, като вкарва победния гол на полуфинала в 84-та минута – 3:2 срещу Хондурас, елиминирал преди това Бразилия. Аржентина печели златните медали срещу Мексико на финала.

Аяла участва на летните олимпийски игри през 1996 г., където печели сребърен медал с аржентинския отбор. Играе за Аржентина на световното първенство 1998 г., а на СП 2002 е резерва в състава. Златен медалист от Летните олимпийски игри през 2004 г.. Капитан на националния отбор. Последният му мач за отбора е на 15.07.2007 г. срещу Бразилия – 0:3 в Маракайбо. Има 115 мача и 7 гола, като по броя на мачовете за Аржентина е на четвърто място след Хавиер Санети, Хавиер Масчерано и Лионел Меси.

## Отличия
- Олимпийски шампион и златен медалист от Летните олимпийски игри през 2004 г. с Аржентина
- Олимпийски вицешампион и сребърен медалист от Летните олимпийски игри през 1998 г. с Аржентина
- Носител на Купата на УЕФА през 2004 г. с Валенсия
- Финалист на Шампионската лига през 2001 г. с Валенсия
- Победител на Панамериканските игри през 1995
- Шампион на Аржентина през 1994 г. с Ривър Плейт
- Шампион на Италия през 1999 г. с Милан
- Шампион на Испания през 2002 и 2004 г. с Валенсия
- Най-добър защитник за европейския сезон 2000/2001 г. (по версия на УЕФА).